# Matteo Antegnati
Matteo Antegnati (Antegnate, 1528 – ...) è stato uno scultore italiano.
Dal 1559 al 1566 lavorò al Palazzo Comunale di Brescia, lasciando pregevoli capitelli.